# Pilgrim's Pride
Pilgrim's Pride Corporation er en en amerikansk landbrugs- og fødevarevirksomhed, der producerer kyllinger på egne landbrug og forarbejder dem på egne slagterier. Virksomheden er majoritetsejet af JBS USA, som i 2009 opkøbte 64 % af virksomheden. I dag ejer de 78,5 % af virksomheden.
Pilgrim's Pride har 36.000 ansatte og en årsomsætning på over 10 mia. US $. De har en ugentlig slagtekapacitet på 36 mio. kyllinger.